# Elena Portocarrero
Elena Portocarrero Barandiarán (Eten, Lambayeque, 1931 - Madrid, 25 de agosto de 2011) fue una reconocida periodista, columnista, dramaturga, novelista y cuentista hispano-peruana. En 1963 recibió el Premio Nacional de Teatro por su obra La corcova.

## Biografía
Nació en 1934 en Puerto Eten, Lambayeque. Desde niña escribió cuentos, diálogos y versos. Es egresada en periodismo por la Pontificia Universidad Católica de Lima. Fue becada para viajar a Europa y Perú.
Fue agregada cultura y de prensa de la Embajada del Perú en Buenos Aires. Dirigió el Gran Teatro Nacional siendo creadora del Grupo Teatral Obrero, y fue profesora universitaria en Lima y Huancayo. Recibió diversos premios y reconocimientos en su carrera, entre ellos el Premio Nacional de Teatro en 1963 por  La corcova; Hoy no, mañana tampoco.
Desde los años 90 vivió en España.
Antes de España solo habían aparecido dos libros suyos; uno en Lima, en 1966, con un par de obras escénicas: La corcova (Premio Nacional de Teatro 1963) y Hoy no, mañana tampoco;  el otro, una novela, en Buenos Aires: La multiplicación de las viejas (Sudamericana, 1974).
Murió en Madrid el 25 de agosto de 2011 poco después de que la editorial Huerga & Fierro hubiera publicado su última novela: El arenal, la carretera y la biblioteca de Alejandría.

## Obra

### La multiplicación de las viejas
En 1974 publica en Buenos Aires "La multiplicación de las viejas" la historia de un niño rico, hijo de senador, criado en un ámbito provinciano donde las tías viejas dominan la vida familiar. Viejas y viejos representan todo aquello que impide el progreso y el cambio. En su texto plantea la rebelión juvenil cargada de referencias explícitas a las injusticias económicas y sociales. Denuncia las guerras coloniales, la pobreza, la explotación, la represión sexual y los falsos valores éticos. que fue finalista del Premio Goodyear.

## Premios y reconocimientos
- En 1961 el teatro Universitario de la Universidad Nacional de San Marcos le otorgó el gran Premio por su obra "La espada de madera.
- En 1963 recibió el Premio Nacional de Teatro por su obra La corcova
- Finalista del Premio Goodyear por La multiplicación de las viejas (1974)

## Publicaciones
- La corcova (Premio Nacional de Teatro 1963) ; Hoy no, mañana tampoco  Obra escénica editada en 1966
- La multiplicación de las viejas (1974)

- Solsticio de verano (1996) Editorial Creta ISBN 978-84-89664-00-5
- Deriva de un estudiante (1997) ISBN  978-84-89858-48-0
- La serpiente en la ciudad (1999) Huerga y Fierro editores ISBN  978-84-8374-100-9
- El pirata, un gato y el tiempo (2001) ISBN 978-84-8374-231-0
- Del amor verdadero (2004)  ISBN 978-84-8374-436-9
- Oficial de la guardia imperial desterrado busca el cielo para su hijo. (2008) 978-84-8374-713-1
- El arenal, la carretera y la biblioteca de Alejandría (2011) ISBN 978-84-8374-929-6